# コールホーフェン

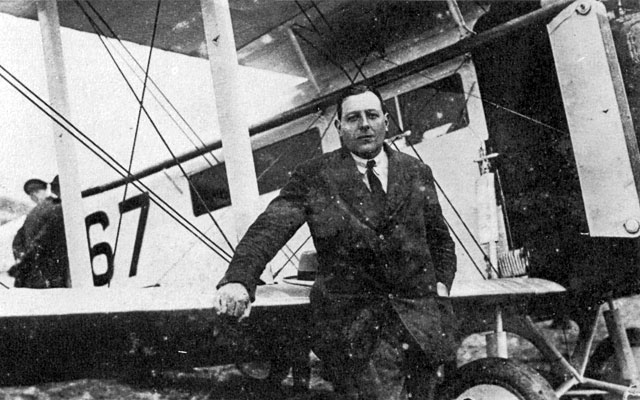
自分が設計したBAT FK26と収まるフレデリック・コールホーフェン

コールホーフェン（Koolhoven Aircraft）は、1920年代から1930年代に存在したオランダの航空機製造会社である。

## 社歴
創業者のフレデリック・コールホーフェン（Frederick Koolhoven、1886年1月11日 – 1946年7月1日）は、フランスのドペルドュッサン社に入社した後、イギリスのアームストロング・ホイットワース社で設計者を務め、第一次世界大戦ではアームストロング・ホイットワースFK8偵察機やアームストロング・ホイットワースFK10四葉戦闘機を設計した。コールホーフェンは1920年にオランダへ戻ったが、オランダの航空機製造をフォッカーが独占していたことから、自動車会社のスパイカーに勤務したり、自分で起業して失敗したりを経て、1926年に自身の飛行機メーカーを、ロッテルダム近郊のワールハーフェンに1930年に設立した。
1931年に発表したFK434座軽飛行機は、KLMオランダ航空などに12機を製造した。1935年に初飛行したFK51複葉多用途機は、オランダ陸軍航空隊に練習機として採用され、142機が製造された同社最初の成功作となった。こうしたオーソドックスな機体を設計する一方で、コールホーフェンは二重反転プロペラと中央配置エンジンを有するFK55単座戦闘機や、自重100トンの超大型飛行艇を企画するなど、極めて野心的な設計も行った。これらは計画や試作のみで終わったが、1938年時点でコールホーフェン社は1,200人の従業員と面積8,000平方mの工場を有し、フォッカーと共にオランダの二大飛行機メーカーの一角を成していた。
1935年、ヒトラーによるドイツ再軍備宣言が風雲急を告げる中、コールホーフェン社はFK56練習機やFK58単葉戦闘機などを製作し、オランダのみならずベルギー空軍やフランス空軍からも受注した。だが第二次世界大戦が始まると、1940年5月のオランダ侵攻によって工場が全壊、操業を停止し、そのまま再建されることはなかった。